# Ole Poulsen
Ole Poulsen (Hellerup, 16 december 1941) is een voormalig Deens zeiler.
Poulsen werd in 1964 olympisch kampioen in de drakenklasse. Een jaar later werd Poulsen samen met zijn ploeggenoten de eerste wereldkampioen in de drakenklasse.

## Belangrijkste resultaten

### Wereldkampioenschappen
| Jaar | Plaats   | Resultaten   |
| ---- | -------- | ------------ |
| 1965 | Sandhamn | drakenklasse |

### Olympische Zomerspelen
| Jaar | Plaats | Resultaten   |
| ---- | ------ | ------------ |
| 1964 | Tokio  | drakenklasse |

1948: Hakon Barfod / Sigve Lie / Thor Thorvaldsen ·
1952: Hakon Barfod / Sigve Lie / Thor Thorvaldsen ·
1956: Folke Bohlin / Bengt Palmquist / Leif Wikström ·
1960: Odysseus Eskitzoglou / Constantijn van Griekenland / Georgios Zaimis ·
1964: Ole Berntsen / Christian von Bülow / Ole Poulsen ·
1968: George Friedrichs / Barton Jahncke / Gerald Schreck ·
1972: Thomas Anderson / John Cuneo / John Shaw